# Siyasatnama
Siyāsatnāma / Siyāsat nāmeh (en persa: سياست نامه, "Libro de Gobierno"), también conocido como Siyar al-muluk, es la obra más famosa de Nizam al-Mulk, el fundador de las escuelas Nizamiyya en la Persia medieval y visir de los sultanes selyúcidas Alp Arslan y Malik Shah I. Al-Mulk poseía un "poder inmenso" como el principal administrador de la dinastía Selyúcida por un período de más de 30 años y fue responsable de establecer formas de gobierno y administración distintivamente persas que durarían por siglos. Gran parte de su estudio de la forma de gobernar forma parte del Siyasatnama, el cual dentro de una tradición de escritura islámica-persa es conocido como los "Espejos para Príncipes".
Escrito en persa y compuesto en el siglo XI, el Siyasatnama fue creado tras la petición de Malik Shah de que sus ministros escribieran libros sobre el gobierno, la administración y los problemas que enfrentaba la nación. Sin embargo, el tratado compilado por al-Mulk fue el único que recibió aprobación y fue consecuentemente aceptado como componente de "la ley de la constitución de la nación". En total está conformado por 50 capítulos concernientes a la religión, política y otros varios temas de la época, de los cuales los últimos 11 capítulos (escritos poco antes del asesinato de Nizam) se enfocaban en los peligros que enfrentaba el imperio y en particular la creciente amenaza de los ismailíes. El tratado también busca guiar al gobernante respecto a las realidades del gobierno y cómo debería ejercérselo; se refiere a "el correcto desempeño de los soldados, la policía, los espías y los oficiales de finanzas" y brinda consejos éticos haciendo énfasis en la necesidad de que el gobernante sea justo y piadoso. Al-Mulk define en detalle lo que él considera justicia, es decir, que todas las clases reciban lo suyo y que los débiles sean protegidos; cuando sea posible, la justicia es definida tanto por la costumbre como por la sharia y el gobernante rinde cuentas ante Dios.
Asimismo, frecuentemente se citan anécdotas de héroes de las culturas islámica y persa (como por ejemplo Mahmud de Ghazni y Cosroes I) como ejemplos de hombres buenos y virtuosos. Se ha considerado que Siyasatnama muestra la actitud de la élite persa del siglo XII respecto al pasado de su civilización así como también evidencia de los métodos de la burocracia y hasta qué punto estaba influenciada por las tradiciones preislámicas.
La copia más antigua que se conserva de esta obra se halla en la Biblioteca Nacional de Tabriz, en Irán. Se tradujo por primera vez al francés en 1891.